# Dianalunds kommun
Dianalunds kommun var en kommun i Västsjällands amt i Danmark. Kommunen hade 7 402 invånare (2005) och en yta på 67,05 km². Dianalund var centralort. Från 2007 tillhör kommunen Sorø kommun.